# 学校法人嘉悦学園
学校法人嘉悦学園（がっこうほうじんかえつがくえん）とは、東京都に本部を置く学校法人。

## 沿革
- 1903年 - 嘉悦孝が神田区錦町にあった東京商業学校の校舎の一画を借り、日本初の私立女子商業学校を設立[1]。
- 1907年 - 私立日本女子商業学校と改称、麹町区土手三番町に移転[1]。
- 1919年 - 日本女子商業学校に改称[1]。
- 1929年 - 日本女子高等商業学校を併設[1]。
- 1932年 - 麹町区富士見町（現在の千代田区富士見）に移転[1]。
- 1944年 - 日本女子高等商業学校を日本女子経済専門学校に改称[1]。
- 1950年 - 日本女子経済専門学校を日本女子経済短期大学に改称[1]。
- 1952年 - 日本女子商業学校を嘉悦女子中学校・高等学校に改称[1]。
- 1982年 - 日本女子経済短期大学を嘉悦女子短期大学と改称し、小平市に移転[1]。
- 2001年 - 嘉悦大学を開学。嘉悦女子短期大学を嘉悦大学短期大学部と改称[1]。
- 2006年 - 嘉悦女子中学校・高等学校をかえつ有明中学校・高等学校と改称、江東区有明へ移転[1]。

## 設置校
- かえつ有明中学校・高等学校
- 嘉悦大学

## 廃止校
- 嘉悦大学短期大学部